# New York Red Bulls 2011
 Questa voce raccoglie le informazioni riguardanti il New York Red Bulls nelle competizioni ufficiali della stagione 2011.

## Stagione
I New York Red Bulls terminano il campionato al 5º posto di Eastern Conference e in decima posizione nella classifica generale, qualificandosi ai play-off in cui arrivano fino alle semifinali di conference, dove persero sia all'andata sia al ritorno contro il LA Galaxy.

## Maglie e sponsor
| Casa | Trasferta |

## Rosa
| N. |                        | Ruolo | Calciatore       |
| -- | ---------------------- | ----- | ---------------- |
| 1  | Germania (bandiera)    | P     | Frank Rost       |
| 2  | Finlandia (bandiera)   | C     | Teemu Tainio     |
| 3  | Costa Rica (bandiera)  | D     | Chris Albright   |
| 4  | Messico (bandiera)     | D     | Rafael Márquez   |
| 5  | Stati Uniti (bandiera) | D     | Tim Ream         |
| 6  | Stati Uniti (bandiera) | A     | Corey Hertzog    |
| 7  | Costa Rica (bandiera)  | D     | Roy Miller       |
| 8  | Norvegia (bandiera)    | C     | Jan Gunnar Solli |
| 9  | Inghilterra (bandiera) | A     | Luke Rodgers     |
| 10 | Marocco (bandiera)     | C     | Mehdi Ballouchy  |
| 11 | Stati Uniti (bandiera) | C     | Dax McCarty      |
| 12 | Stati Uniti (bandiera) | D     | Tyler Lassiter   |
| 14 | Francia (bandiera)     | A     | Thierry Henry    |
| 15 | Stati Uniti (bandiera) | C     | Matt Kassel      |
| 16 | Stati Uniti (bandiera) | C     | John Rooney      |
| 17 | Stati Uniti (bandiera) | A     | Juan Agudelo     |

| N. |                        | Ruolo | Calciatore      |
| -- | ---------------------- | ----- | --------------- |
| 18 | Senegal (bandiera)     | P     | Bouna Coundoul  |
| 19 | Giamaica (bandiera)    | C     | Dane Richards   |
| 20 | Estonia (bandiera)     | C     | Joel Lindpere   |
| 23 | Stati Uniti (bandiera) | D     | Mike Jones      |
| 24 | Canada (bandiera)      | P     | Greg Sutton     |
| 25 | Francia (bandiera)     | C     | Stéphane Auvray |
| 26 | Stati Uniti (bandiera) | D     | Stephen Keel    |
| 27 | Colombia (bandiera)    | C     | Mateo Gallego   |
| 21 | Danimarca (bandiera)   | C     | Brian Nielsen   |
| 32 | Brasile (bandiera)     | C     | Marcos Paullo   |
| 33 | Galles (bandiera)      | C     | Carl Robinson   |
| 39 | Stati Uniti (bandiera) | D     | Teddy Schneider |
| 44 | Stati Uniti (bandiera) | D     | Carlos Mendes   |
| 91 | Stati Uniti (bandiera) | D     | Šaćir Hot       |
| 99 | Stati Uniti (bandiera) | C     | Irving Garcia   |